# United Farm Workers
La United Farm Workers of America (o Camperols Units d'Amèrica) (UFWA) és un sindicat creat a partir de la fusió de dos grups, l'Agricultural Workers Organizing Committee (o Comitè Organitzador de Treballadors Agrícoles) (AWOC), dirigida per l'organitzador filipí Larry ltliong, i la National Farm Workers Association (o Associació Nacional de Camperols) (NFWA), dirigida per César Chávez.
Aquesta unió va canviar des d'una organització de drets dels treballadors, que ajudava als treballadors immigrants a obtenir una assegurança d'atur, a una unió de treballadors agrícoles, de la nit al dia, quan la National Farm Workers Association (NFWA) es va declarar en vaga en suport dels camperols filipins en la seva majoria treballadors agrícoles del Agricultural Workers Organizing Committee (AWOC), dirigida per Larry ltliong a Delano, Califòrnia, que havia iniciat una vaga del raïm el 8 de setembre de 1965.
La NFWA i l'AWOC, reconeixent els seus objectius i mètodes comuns, i adonant-se dels punts forts de la formació de la coalició, formaren conjuntament la United Farm Workers Organizing Committee (o Comitè Organitzador dels Camperols Units) el 22 d'agost de 1966.
Aquesta organització es va convertir en la United Farm Workers i va posar en marxa un boicot del raïm de taula que, després de cinc anys de lluita, finalment va guanyar un contracte amb els productors principals del raïm a Califòrnia.